# Teedla
Teedla är en ort i Estland. Den ligger i Rõngu kommun och landskapet Tartumaa, i den södra delen av landet, 160 km sydost om huvudstaden Tallinn. Teedla ligger 66 meter över havet och antalet invånare är 146.
Terrängen runt Teedla är platt. Runt Teedla är det glesbefolkat, med 11 invånare per kvadratkilometer. Närmaste större samhälle är Elva, 9,1 km öster om Teedla. Omgivningarna runt Teedla är en mosaik av jordbruksmark och naturlig växtlighet.